# Jeff Goldblum
Jeffrey Lynn Goldblum (/ˈɡoʊldblʌm/) (Pittsburgh, Pennsylvania, 1952. október 22. –) Oscar-díjra jelölt amerikai színész, zenész.
Olyan nagy költségvetésű filmekből ismert, mint a Jurassic Park (1993), A függetlenség napja (1996), Az elveszett világ: Jurassic Park (1997), A függetlenség napja – Feltámadás (2016) és a Jurassic World: Bukott birodalom (2018).
További filmjei közt található A testrablók támadása (1978), A nagy borzongás (1983) és a Bele az éjszakába (1985). David Cronenberg A légy (1986) című horrorfilmjének főszerepe hozta el Goldblum számára az ismertséget és a kritikai sikert. Szerepelt még egyebek mellett a Nyomul a nyolcadik dimenzió (1984), A nagy balek (1988), Az alvilág mélyén (1992), az Arc (1995), a Kutyák és macskák (2001), a Minden jöhet (2002), az Édes vízi élet (2004), az Ádám feltámadása (2008), A Grand Budapest Hotel (2014) és a Thor: Ragnarök (2017) című filmekben.
Szinkronszínészként hangját kölcsönözte az Egyiptom hercege (1998), a Zambézia (2012) és a Kutyák szigete (2018) című animációs filmekben. A 2010-es évek végén az Esküdt ellenségek: Bűnös szándék című bűnügyi sorozatban visszatérő szerepben Zack Nichols nyomozót alakította. Rendezőként jegyzi a Little Surprises (1996) című, Oscar-díjra jelölt rövidfilmet.
Jeff Goldblum and the Mildred Snitzer Orchestra nevű dzsesszzenekarának első nagylemeze 2018-ban jelent meg,

## Élete és pályafutása
Szülei zsidó származásúak.
1969-ben, 17 éves korában befejezte iskoláját, és elutazott New Yorkba, hogy színész legyen. 1974-ben mutatkozott be a filmvásznon a Bosszúvágy című filmben, ahol Charles Bronsonnal játszott együtt. Ebben az időszakban szerepelt a Kaliforniai pókerparti (1974) és a Nashville (1975) című filmekben. Rá 2 évre, 1977-ben szerepet kapott Woody Allen Annie Hall című filmjében.
1982-ben színiiskolát alapított, ahol olyan színészek tanultak, mint például Jim Carrey, Michelle Pfeiffer. A nagy sikert az 1986-os A légy című film hozta meg számára. Ekkor ismerkedett meg Geena Davisszel, akivel három évig voltak házasok (1987–1990). Ezek után olyan filmekben szerepelt, mint A földi lányok csábítóak (1988), Jurassic Park (1993), A függetlenség napja (1996), Fegyvermánia (1996).

## Magánélete
A színész kétszer nősült meg. Első felesége Patricia Gaul volt, 1980-tól 1986-ig voltak házasok. 1987. november 1-jén feleségül vette Geena Davis színésznőt, akivel három filmben is együtt játszott (többek közt A légy című filmben). A pár 1990 októberében vált el.
Goldblum ezután eljegyezte Laura Dernt (együtt játszottak a Jurassic Park című filmben), majd Catherine Wrefordot, azonban ez a kapcsolat sem volt hosszú életű.

## Filmográfia

### Film
| Év   | Magyar cím                                    | Eredeti cím                                                | Szerep                       | Magyar hang            |
| ---- | --------------------------------------------- | ---------------------------------------------------------- | ---------------------------- | ---------------------- |
| 1974 | Bosszúvágy                                    | Death Wish                                                 | bandatag                     |                        |
| 1974 | Kaliforniai pókerparti                        | California Split                                           | Lloyd Harris                 |                        |
| 1975 |                                               | Nashville                                                  | férfi háromkerekű motorral   |                        |
| 1976 | Következő megálló: Greenwich Village          | Next Stop, Greenwich Village                               | Clyde Baxter                 |                        |
| 1976 | Tízezer dolláros megbízás                     | St. Ives                                                   | bandatag                     | nem szólal meg         |
| 1976 |                                               | Special Delivery                                           | Snake                        |                        |
| 1977 | Az őrszem                                     | The Sentinel                                               | Jack                         |                        |
| 1977 | Annie Hall                                    | Annie Hall                                                 | vendég a partin              |                        |
| 1977 |                                               | Between the Lines                                          | Max Arloft                   |                        |
| 1978 | Emlékezz a nevemre                            | Remember My Name                                           | Mr. Nudd                     |                        |
| 1978 | Végre péntek van!                             | Thank God It's Friday                                      | Tony Di Marco                | Laklóth Aladár         |
| 1978 | A testrablók támadása                         | Invasion of the Body Snatchers                             | Jack Bellicec                | Szabó Sipos Barnabás   |
| 1981 | A szívsebész                                  | Threshold                                                  | Aldo Gehring                 | Zubornyák Zoltán       |
| 1983 | A nagy borzongás                              | The Big Chill                                              | Michael Gold                 | Varga T. József        |
| 1983 | Az igazak                                     | The Right Stuff                                            | toborzó                      | Szokol Péter           |
| 1984 | Nyomul a nyolcadik dimenzió                   | The Adventures of Buckaroo Banzai Across the 8th Dimension | New Jersey                   | Kassai Károly          |
| 1984 | Nyomul a nyolcadik dimenzió                   | The Adventures of Buckaroo Banzai Across the 8th Dimension | New Jersey                   | Hanyecz Róbert         |
| 1984 |                                               | Terror in the Aisles                                       | Jack Bellicec                |                        |
| 1985 | Bele az éjszakába (Ármány és szőke)           | Into the Night                                             | Ed Okin                      | Mihályi Győző          |
| 1985 | Bele az éjszakába (Ármány és szőke)           | Into the Night                                             | Ed Okin                      | Papp Dániel            |
| 1985 | Silverado                                     | Silverado                                                  | "Slick" Calvin Stanhope      | Csernák János          |
| 1985 | Silverado                                     | Silverado                                                  | "Slick" Calvin Stanhope      | Kautzky Armand         |
| 1985 | Transylvania 6-5000                           | Transylvania 6-5000                                        | Jack Harrison                | Kassai Károly          |
| 1986 | A légy                                        | The Fly                                                    | Seth Brundle                 | Laklóth Aladár         |
| 1986 | A légy                                        | The Fly                                                    | Seth Brundle                 | Bognár Zsolt           |
| 1987 | Tökéletes kezelés                             | Beyond Therapy                                             | Bruce                        | Kassai Károly          |
| 1988 | Rezdülések                                    | Vibes                                                      | Nick Deezy                   | Sinkovits-Vitay András |
| 1988 | A földi lányok csábítóak                      | Earth Girls Are Easy                                       | Mac                          | Selmeczi Roland        |
| 1989 | A nagy balek                                  | The Tall Guy                                               | Dexter King                  | Haás Vander Péter      |
| 1989 | Őrült majom                                   | Twisted Obsession (El sueño del mono loco)                 | Dan Gillis                   |                        |
| 1990 | Mr. Gonosz                                    | Mister Frost                                               | Mr. Frost                    | Sinkovits-Vitay András |
| 1991 | Egy szívesség, egy óra és egy nagyon nagy hal | The Favour, the Watch and the Very Big Fish                | zongorista                   | Juhász Károly          |
| 1991 | Egy szívesség, egy óra és egy nagyon nagy hal | The Favour, the Watch and the Very Big Fish                | zongorista                   | Széles László          |
| 1991 | Egy szívesség, egy óra és egy nagyon nagy hal | The Favour, the Watch and the Very Big Fish                | zongorista                   | Szabó Sipos Barnabás   |
| 1991 | Egy szívesség, egy óra és egy nagyon nagy hal | The Favour, the Watch and the Very Big Fish                | zongorista                   | Tarján Péter           |
| 1992 | A halál prófétája                             | Fathers & Sons                                             | Max                          | Kálid Artúr            |
| 1992 | A játékos                                     | The Player                                                 | önmaga (cameo)               | Albert Péter           |
| 1992 | Az alvilág mélyén                             | Deep Cover                                                 | David Jason                  | Barbinek Péter         |
| 1992 | Lőttek a feleségemnek                         | Shooting Elizabeth                                         | Howard Pigeon                | Szabó Sipos Barnabás   |
| 1993 | Jurassic Park                                 | Jurassic Park                                              | Dr. Ian Malcolm              | Szabó Sipos Barnabás   |
| 1995 | Rejtekhely                                    | Hideaway                                                   | Hatch Harrison               | Szabó Sipos Barnabás   |
| 1995 | Áldatlan állapotban                           | Nine Months                                                | Sean Fletcher                | Szabó Sipos Barnabás   |
| 1995 | Arc                                           | Powder                                                     | Donald Ripley                | Szabó Sipos Barnabás   |
| 1996 | Pofonláda                                     | The Great White Hype                                       | Mitchell Kane                | Jakab Csaba            |
| 1996 | Pofonláda                                     | The Great White Hype                                       | Mitchell Kane                | Csankó Zoltán          |
| 1996 | A függetlenség napja                          | Independence Day                                           | David Levinson               | Szabó Sipos Barnabás   |
| 1996 |                                               | Little Surprises (rövidfilm)                               | nem szerepel                 |                        |
| 1996 | Fegyvermánia                                  | Mad Dog Time                                               | Mickey Holliday              | Szabó Sipos Barnabás   |
| 1997 | A elveszett világ: Jurassic Park              | The Lost World: Jurassic Park                              | Dr. Ian Malcolm              | Szabó Sipos Barnabás   |
| 1998 | A szentfazék                                  | Holy Man                                                   | Ricky Hayman                 | Szabó Sipos Barnabás   |
| 1998 | Egyiptom hercege                              | The Prince of Egypt                                        | Áron (hangja)                | Bognár Zsolt           |
| 1998 | Isten hozta Hollywoodban                      | Welcome to Hollywood                                       | önmaga (cameo)               |                        |
| 2000 | Halálos azonosság                             | Beyond Suspicion                                           | John Nolan                   | Kőszegi Ákos           |
| 2000 | Halálos azonosság                             | Beyond Suspicion                                           | John Nolan                   | Háda János             |
| 2000 | Kötöznivaló bolondok                          | Chain of Fools                                             | Avnet                        | Sinkovits-Vitay András |
| 2000 |                                               | One of the Hollywood Ten                                   | Herbert Biberman             |                        |
| 2001 | Parfüm                                        | Perfume                                                    | Jamie                        |                        |
| 2001 | Kutyák és macskák                             | Cats & Dogs                                                | Brody professzor             | Szabó Sipos Barnabás   |
| 2002 | Fuss, Ronnie, fuss!                           | Run Ronnie Run!                                            | önmaga (cameo)               | Kálid Artúr            |
| 2002 | Minden jöhet                                  | Igby Goes Down                                             | D.H. Banes                   | Szabó Sipos Barnabás   |
| 2002 | Minden jöhet                                  | Igby Goes Down                                             | D.H. Banes                   | Laklóth Aladár         |
| 2002 | Minden jöhet                                  | Igby Goes Down                                             | D.H. Banes                   | Kárpáti Levente        |
| 2003 | Testvérek közt                                | Dallas 362                                                 | Bob                          | Szabó Sipos Barnabás   |
| 2003 | A Jelcin-projekt                              | Spinning Boris                                             | George Gorton                | Vass Gábor             |
| 2004 | Loch Ness-i forgatás                          | Incident at Loch Ness                                      | vendég a partin (cameo)      |                        |
| 2004 | Édes vízi élet                                | The Life Aquatic with Steve Zissou                         | Allistair Hennessey          | Szabó Sipos Barnabás   |
| 2006 | Mini beindul                                  | Mini's First Time                                          | Mike Rudell                  | Sinkovits-Vitay András |
| 2006 | Fay Grim                                      | Fay Grim                                                   | Fulbright ügynök             | Szabó Sipos Barnabás   |
| 2006 | Pittsburgh                                    | Pittsburgh                                                 | önmaga                       |                        |
| 2006 | Az év embere                                  | Man of the Year                                            | Stewart                      | Kárpáti Levente        |
| 2006 | Az év embere                                  | Man of the Year                                            | Stewart                      | Makranczi Zalán        |
| 2008 | Ádám feltámadása                              | Adam Resurrected                                           | Adam Stein                   | Szabó Sipos Barnabás   |
| 2010 | Sejtcserés támadás                            | The Switch                                                 | Leonard                      | Schnell Ádám           |
| 2010 | Ébredj velünk                                 | Morning Glory                                              | Jerry Barnes                 | Schnell Ádám           |
| 2012 |                                               | Tim and Eric's Billion Dollar Movie                        | Goldblum séf                 |                        |
| 2012 | Zambézia                                      | Zambezia                                                   | Csőrnagy (hangja)            | Jáksó László           |
| 2013 |                                               | Le Week-End                                                | Morgan                       |                        |
| 2014 | A Grand Budapest Hotel                        | The Grand Budapest Hotel                                   | Vilmos Kovacs ügyvéd         | Jakab Csaba            |
| 2014 |                                               | Unity (dokumentumfilm)                                     | narrátor (hangja)            |                        |
| 2015 | Mortdecai                                     | Mortdecai                                                  | Milton Krampf                | Jakab Csaba            |
| 2016 | A függetlenség napja – Feltámadás             | Independence Day: Resurgence                               | David Levinson               | Szabó Sipos Barnabás   |
| 2017 | A galaxis őrzői vol. 2.                       | Guardians of the Galaxy Vol. 2                             | Nagymester (cameo)           | néma szerep            |
| 2017 | Thor: Ragnarök                                | Thor: Ragnarok                                             | Nagymester                   | Seress Zoltán          |
| 2017 |                                               | Miyubi (rövidfilm)                                         | Alkotó                       |                        |
| 2018 | Kutyák szigete                                | Isle of Dogs                                               | Duke (hangja)                | Hirtling István        |
| 2018 | Jurassic World: Bukott birodalom              | Jurassic World: Fallen Kingdom                             | Dr. Ian Malcolm              | Szabó Sipos Barnabás   |
| 2018 | Hotel Artemis – A bűn szállodája              | Hotel Artemis                                              | Niagara (Farkaskirály)       | Szabó Sipos Barnabás   |
| 2018 | A hegy                                        | The Mountain                                               | Dr. Wallace Fiennes          |                        |
| 2021 | Bébi úr: Családi ügy                          | The Boss Baby: Family Business                             | Dr. Erwin Armstrong (hangja) | Schnell Ádám           |
| 2022 | Jurassic World: Világuralom                   | Jurassic World: Dominion                                   | Dr. Ian Malcolm              | Szabó Sipos Barnabás   |
| 2023 | Asteroid City                                 | Asteroid City                                              | Az idegen                    | nem szólal meg         |
| 2023 |                                               | They Shot the Piano Player                                 | narrátor                     |                        |
| 2024 | Wicked                                        | Wicked                                                     | Óz, a csodák csodája         | Szabó Sipos Barnabás   |

### Televízió
| Év        | Magyar cím                       | Eredeti cím                           | Szerep                           | Megjegyzések                                         |
| --------- | -------------------------------- | ------------------------------------- | -------------------------------- | ---------------------------------------------------- |
| 1975      | Columbo                          | Columbo                               | tüntető                          | 1 epizód                                             |
| 1976      |                                  | The Blue Knight                       | Daggett                          | 1 epizód                                             |
| 1977      | Starsky és Hutch                 | Starsky & Hutch                       | Harry Markham                    | 1 epizód                                             |
| 1980      |                                  | The Legend of Sleepy Hollow           | Ichabod Crane                    | tévéfilm                                             |
| 1980      |                                  | Tenspeed and Brown Shoe               | Lionel Whitney                   | 14 epizód                                            |
| 1982      | Egy gyilkosság főpróbája         | Rehearsal for Murder                  | Leo Gibbs                        | tévéfilm                                             |
| 1982      |                                  | Laverne & Shirley                     | Jeffrey                          | 1 epizód                                             |
| 1984      |                                  | Ernie Kovacs: Between the Laughter    | Ernie Kovacs                     | tévéfilm                                             |
| 1984      |                                  | American Playhouse                    | ismeretlen szerep                | 1 epizód                                             |
| 1985      |                                  | Faerie Tale Theatre                   | Buck Wolf                        | 1 epizód                                             |
| 1986      |                                  | The Ray Bradbury Theater              | Cogswell                         | 1 epizód                                             |
| 1987      |                                  | Life Story                            | James Watson                     | tévéfilm                                             |
| 1990      | Szezám utca                      | Sesame Street                         | Minneapolis                      | 1 epizód                                             |
| 1990      | Hamisító a pácban                | Framed                                | Wiley                            | - tévéfilm - magyar hangja: - Szabó Sipos Barnabás   |
| 1990–1991 | A bolygó kapitánya               | Captain Planet and the Planeteers     | Csuklyás Patkány (hangja)        | 5 epizód                                             |
| 1993      | Bódító élet                      | Lush Life                             | Al Gorky                         | tévéfilm                                             |
| 1993–1997 | Saturday Night Live              | Saturday Night Live                   | házigazda                        | 2 epizód                                             |
| 1995      |                                  | The Larry Sanders Show                | önmaga                           | 1 epizód                                             |
| 1996      | A Simpson család                 | The Simpsons                          | MacArthur Parker (hangja)        | 1 epizód                                             |
| 1998      |                                  | Mr. Show with Bob and David           | polgárháborús narrátor (hangja)' | 1 epizód                                             |
| 2002      | Texas királyai                   | King of the Hill                      | Dr. Vayzosa (hangja)'            | 1 epizód                                             |
| 2003      | Jóbarátok                        | Friends                               | Leonard Hayes                    | 1 epizód                                             |
| 2003      | Újságírók tűzvonalban            | War Stories                           | Ben Dansmore                     | tévéfilm                                             |
| 2003–2005 |                                  | Crank Yankers                         | Fermstein professzor (hangja)'   | 2 epizód                                             |
| 2004      |                                  | Tom Goes to the Mayor                 | Bill Joel (hangja)'              | 1 epizód                                             |
| 2005      | Will és Grace                    | Will & Grace                          | Scott Wooley                     | 3 epizód                                             |
| 2007      | Áldott jó nyomozó                | Raines                                | Michael Raines                   | 7 epizód                                             |
| 2007      |                                  | Tim and Eric Awesome Show, Great Job! | önmaga                           | 2 epizód                                             |
| 2009–2010 | Esküdt ellenségek: Bűnös szándék | Law & Order: Criminal Intent          | Zack Nichols nyomozó             | 24 epizód                                            |
| 2011      |                                  | NTSF:SD:SUV::                         | Gunnar Geirhart                  | 1 epizód                                             |
| 2011      |                                  | Allen Gregory                         | Perry Van Moon (hangja)'         | 1 epizód                                             |
| 2011–2012 | A liga                           | The League                            | Rupert Ruxin                     | 2 epizód                                             |
| 2012      |                                  | Susan 313                             | Benny Burnet                     | próbaepizód                                          |
| 2012      | Glee – Sztárok leszünk!          | Glee                                  | Hiram Berry                      | 2 epizód                                             |
| 2012–2015 |                                  | Portlandia                            | több szerep                      | 5 epizód                                             |
| 2015      | Amynek áll a világ               | Inside Amy Schumer                    | Jury Foreman                     | 1 epizód                                             |
| 2016      | A megtörhetetlen Kimmy Schmidt   | Unbreakable Kimmy Schmidt             | Dr. Dave                         | 1 epizód                                             |
| 2017      | A gyógyszer útja                 | Tour de Pharmacy                      | Marty Hass                       | tévéfilm                                             |
| 2019      |                                  | Happy!                                | Isten (hangja)                   | 1 epizód                                             |
| 2019–2020 |                                  | The World According to Jeff Goldblum  | műsorvezető                      | 12 epizód                                            |
| 2020      | RuPaul – Drag Queen leszek!      | RuPaul's Drag Race                    | vendég zsűritag                  | 1 epizód                                             |
| 2021–2023 | Mi lenne, ha…?                   | What If…?                             | Nagymester (hangja)              | - 2 epizód - magyar hangja: - Seress Zoltán          |
| 2022      |                                  | Search Party                          | Tunnel Quinn                     | 6 epizód                                             |
| 2022      | Hormonokkal túlfűtve             | Big Mouth                             | Apple Brooch (hangja)            | 1 epizód                                             |
| 2024      | KAOS                             | Kaos                                  | Zeusz                            | - főszereplő - magyar hangja: - Szabó Sipos Barnabás |

## Fordítás
- Ez a szócikk részben vagy egészben  a   Jeff Goldblum című angol Wikipédia-szócikk fordításán alapul.  Az eredeti cikk szerkesztőit annak laptörténete sorolja fel. Ez a jelzés csupán a megfogalmazás eredetét és a szerzői jogokat jelzi, nem szolgál a cikkben szereplő információk forrásmegjelöléseként.